# دوني بوتشر
دوني بوتشر (بالإنجليزية: Donnie Butcher)‏ مواليد 06 فبراير 1936 في كنتاكي - الوفاة 08 أكتوبر 2012، كان لاعب كرة سلة أمريكي تحول إلى التدريب بعد الاعتزال. بدأ مسيرته الاحترافية في سنة 1961. تم اختياره من قبل فريق نيويورك نيكس خلال الدرافت. بلغ طوله 6 قدم 2 بوصة (1.9 م). اعتزل اللعب في 1966.

## روابط خارجية
- دوني بوتشر على موقع إن بي أي (الإنجليزية)
- دوني بوتشر على موقع سبورتس رفرنس (الإنجليزية)
- دوني بوتشر على موقع ريلجم (الإنجليزية)
- دوني بوتشر على موقع بروبوليرز (الإنجليزية)
- دوني بوتشر على موقع سبورتس رفرنس (الإنجليزية)